# Hengeler-Wendfeld

Die Bauerschaften Hengeler und Wendfeld nördlich von Stadtlohn im 19. Jahrhundert

Hengeler-Wendfeld war bis 1964 eine Gemeinde im ehemaligen Kreis Ahaus, die aus zwei alten westfälischen Bauerschaften bestand. Hengeler und Wendfeld gehören heute zur Stadt Stadtlohn im Kreis Borken in Nordrhein-Westfalen.

## Geografie
Die Stadtlohner Stadtteile Hengeler und Wendfeld sind vorwiegend landwirtschaftlich geprägt und liegen nördlich der Kernstadt Stadtlohn. Die ehemalige Gemeinde Hengeler-Wendfeld besaß eine Fläche von 19,4 km². Im ehemaligen Gemeindegebiet liegt das Landschaftsschutzgebiet Hengeler-Wendfeld.

## Geschichte
Das Gebiet der Gemeinde Hengeler-Wendfeld, bestehend aus den alten Bauerschaften Hengeler und Wendfeld, gehörte ursprünglich zum Kirchspiel Stadtlohn und nach der Napoleonischen Zeit zur Landbürgermeisterei Stadtlohn im 1816 gegründeten Kreis Ahaus. 
Mit der Einführung der Westfälischen Landgemeindeordnung wurde 1843 aus der Landbürgermeisterei Stadtlohn das Amt Stadtlohn, zu dem die fünf Gemeinden Almsick, Estern-Büren, Hengeler-Wendfeld, Hundewick und Wessendorf gehörten.
Am 1. August 1964 wurde Hengeler-Wendfeld mit Almsick, Estern-Büren, Hundewick und Wessendorf zur Gemeinde Kirchspiel Stadtlohn zusammengeschlossen, die ihrerseits 1969 in die Stadt Stadtlohn eingemeindet wurde.

## Einwohnerentwicklung
| Jahr | Einwohner | Quelle |
| ---- | --------- | ------ |
| 1858 | 536       | [ 4 ]  |
| 1885 | 520       | [ 5 ]  |
| 1910 | 606       | [ 6 ]  |
| 1939 | 742       | [ 7 ]  |
| 1950 | 910       | [ 1 ]  |
| 1964 | 802       | [ 1 ]  |

## Gegenwart
Träger des lokalen Brauchtums sind die Schützenvereine Hengeler und  Wendfeld 1878. Baudenkmäler im Bereich Hengeler-Wendfeld sind die Mäusescheune auf dem Hof Thesseling und das Kriegerehrenmal Wendfeld.